# Sakrale Stätte
Eine sakrale Stätte (von lateinisch sacer ‚heilig‘) bezeichnet einen Ort, der für sakrale, rituelle oder kultische Handlungen, wie beispielsweise Gottesdienste oder Opferungen, durch religiöse Gemeinschaften genutzt werden kann oder eine entsprechende Bedeutung hat. Sind diese Stätten baulich gefasst, so bezeichnet man diese Bauwerke als Sakralbauten.